# G.Kodihalli, Hagaribommanahalli
G.Kodihalli là một làng thuộc tehsil Hagaribommanahalli, huyện Bellary, bang Karnataka, Ấn Độ.